# Ambasada României în Regatul Unit
Ambasada României la Londra (în engleză Embassy of Romania) este misiunea diplomatică a României în Regatul Unit al Marii Britanii și al Irlandei de Nord. Relațiile diplomatice dintre cele două țări au fost stabilite în anul 1880.
România are, de asemenea, un consulat în Kensington High Street nr. 344 (în apropierea parcului Holland din districtul Kensington) și un institut cultural în Belgrave Square nr. 1 (în districtul Belgravia).

## Istoric
Legația Republicii Populare Române din Londra a fost ridicată la 31 decembrie 1963 la rangul de ambasadă prin Decretul nr. 786/1963.

## Galerie

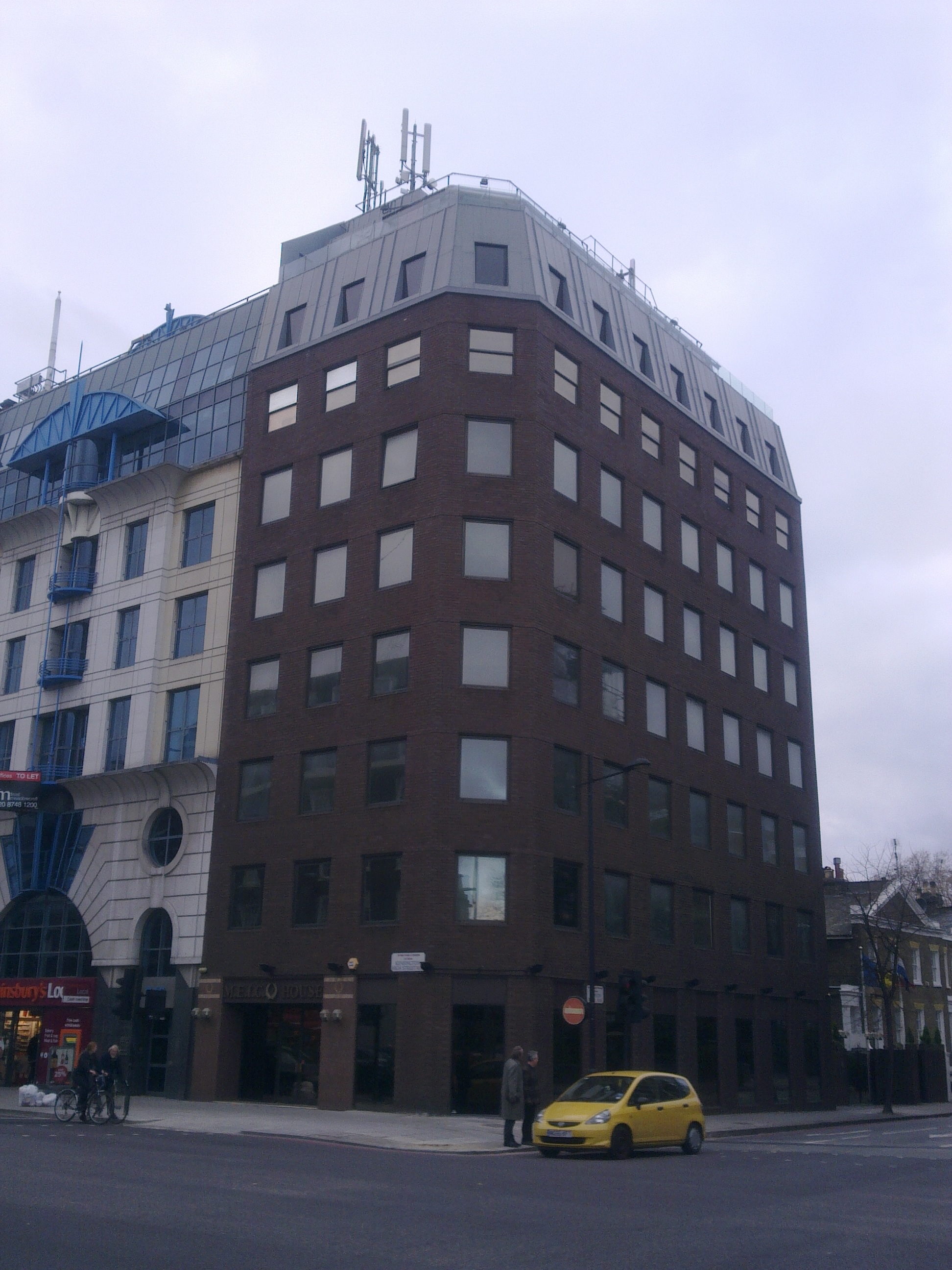
Clădirea consulatului de pe Kensington High Street
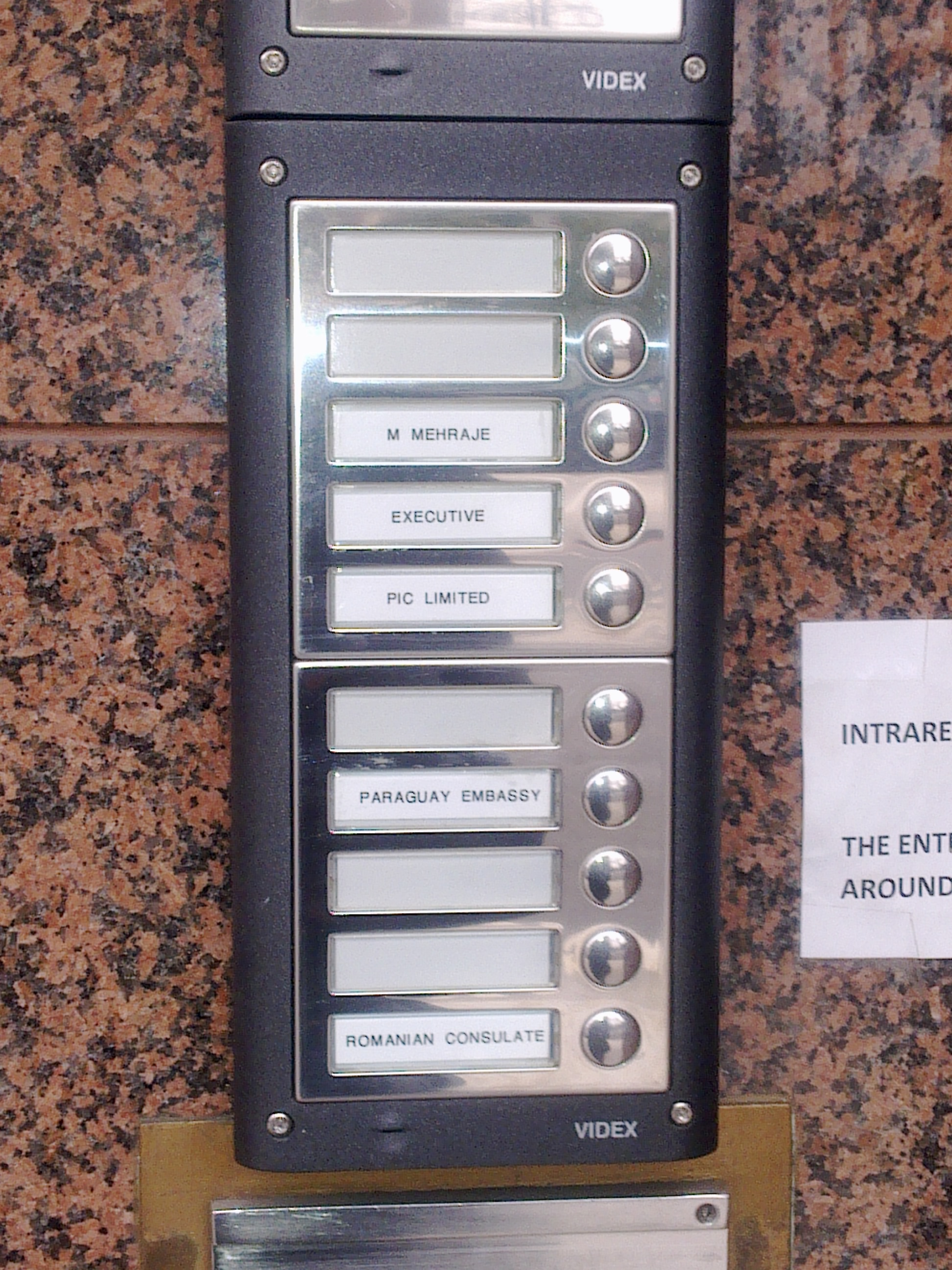
Interfonul consulatului
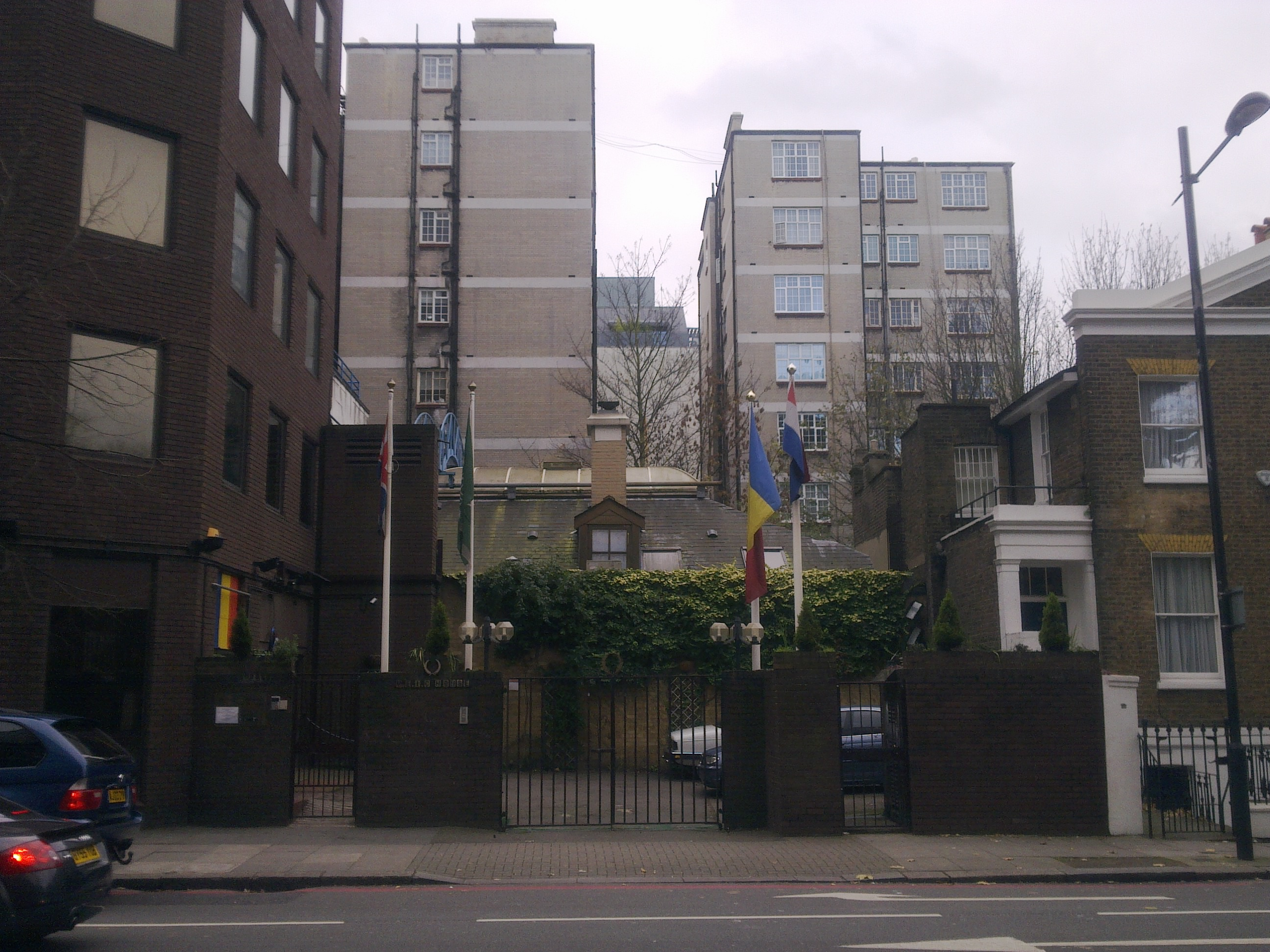
Consulatul văzut de pe Addison Road
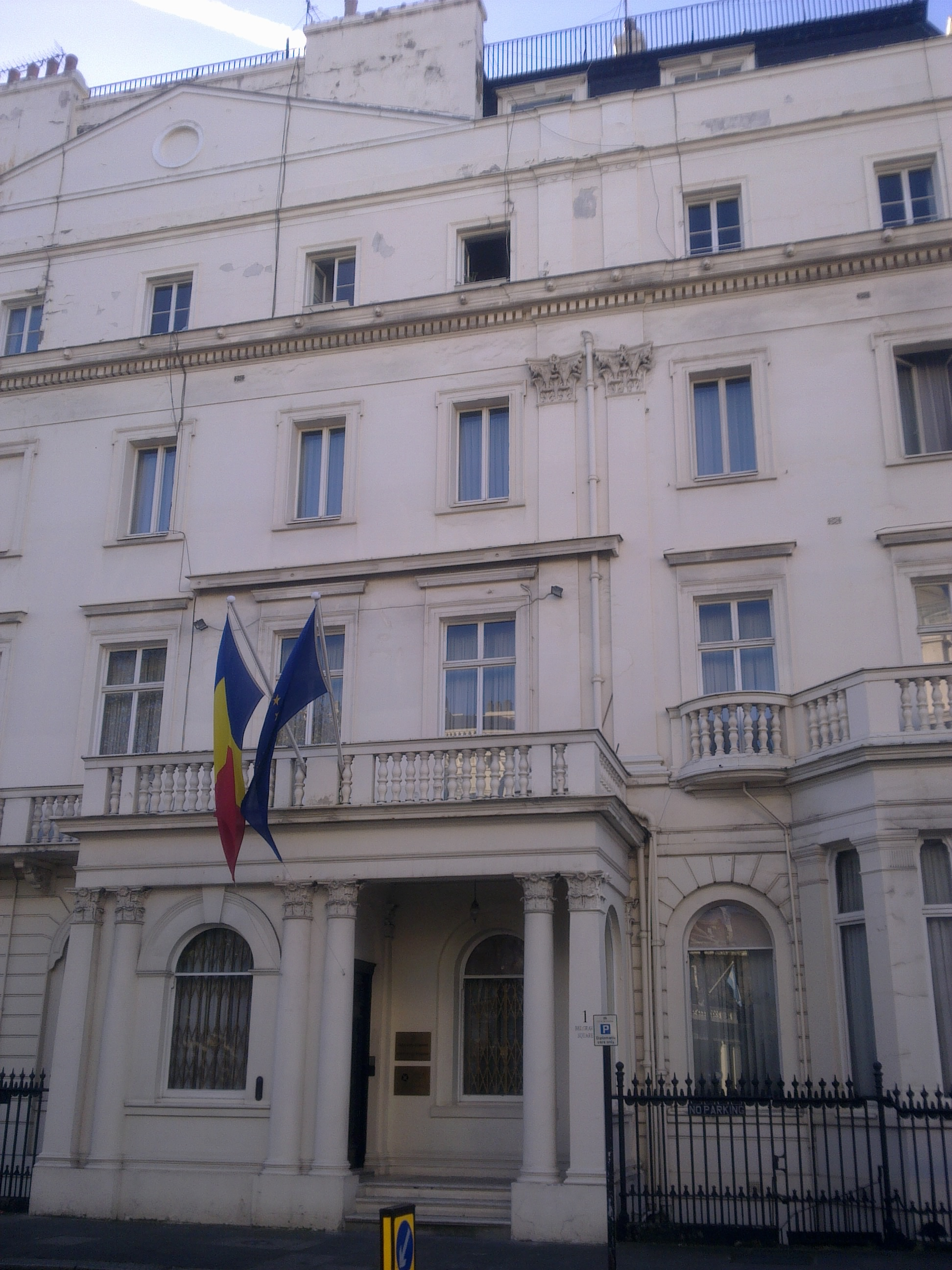
Institutul Cultural Român din districtul Belgravia
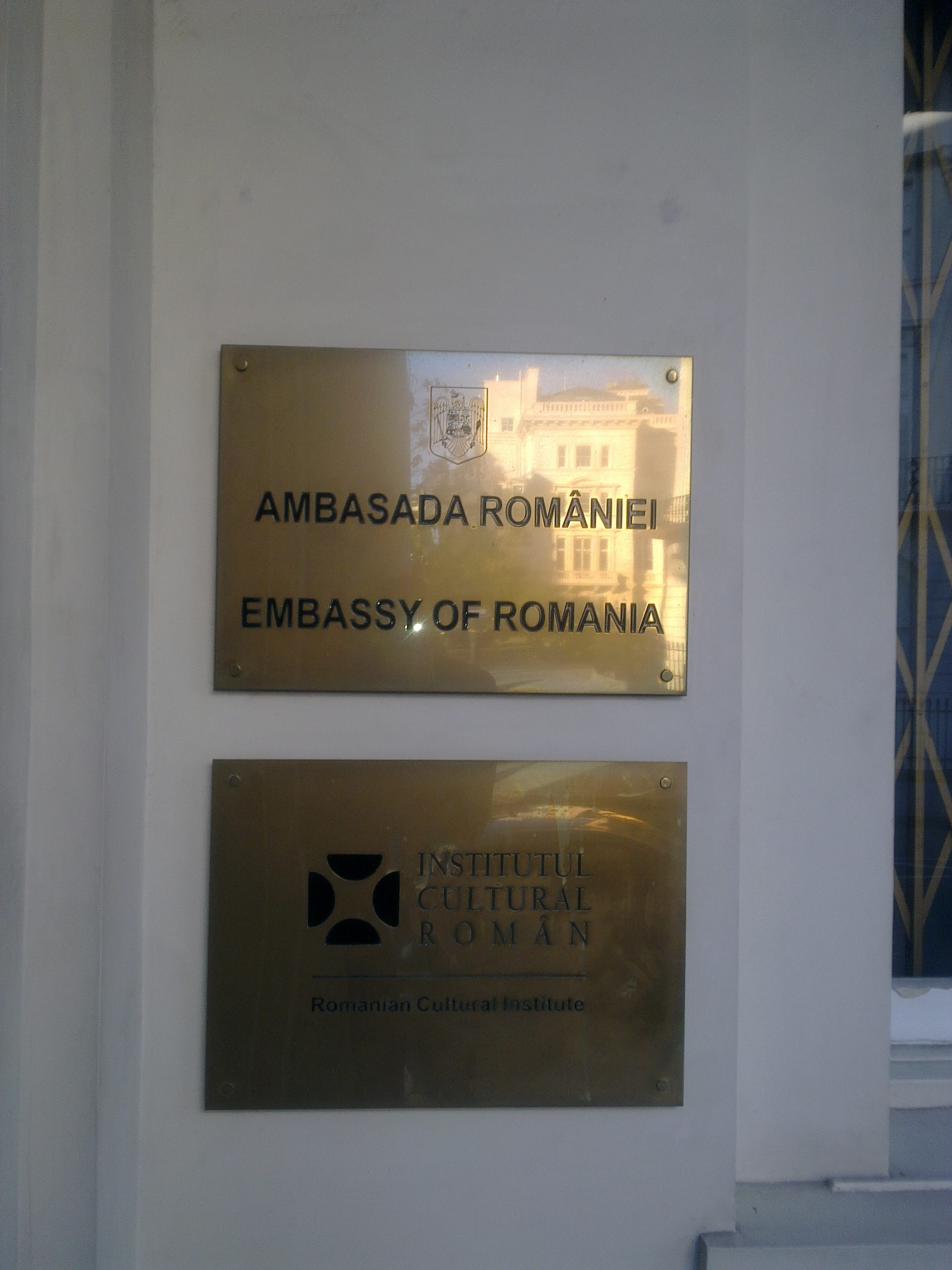
Placa de pe clădirea Institutului Cultural Român din Londra

## Legături externe
- Site web oficial